# Yusuf Yazıcı
Yusuf Yazıcı (sinh ngày 29 tháng 1 năm 1997) là một cầu thủ bóng đá chuyên nghiệp người Thổ Nhĩ Kỳ thi đấu ở vị trí tiền vệ tấn công cho câu lạc bộ Lille và đội tuyển quốc gia Thổ Nhĩ Kỳ.

## Thống kê sự nghiệp

### Câu lạc bộ
Tính đến ngày 14 tháng 3 năm 2024
| Club               | Season       | League                 | League | League | Cup  | Cup   | Continental | Continental | Other | Other | Total | Total |
| Club               | Season       | Division               | Apps   | Goals  | Apps | Goals | Apps        | Goals       | Apps  | Goals | Apps  | Goals |
| ------------------ | ------------ | ---------------------- | ------ | ------ | ---- | ----- | ----------- | ----------- | ----- | ----- | ----- | ----- |
| Trabzonspor        | 2015–16      | Süper Lig              | 6      | 2      | 3    | 0     | —           | —           | —     | —     | 9     | 2     |
| Trabzonspor        | 2016–17      | Süper Lig              | 18     | 4      | 4    | 2     | —           | —           | —     | —     | 22    | 6     |
| Trabzonspor        | 2017–18      | Süper Lig              | 33     | 10     | 2    | 0     | —           | —           | —     | —     | 35    | 10    |
| Trabzonspor        | 2018–19      | Süper Lig              | 30     | 4      | 4    | 0     | —           | —           | —     | —     | 34    | 4     |
| Trabzonspor        | Total        | Total                  | 87     | 20     | 13   | 2     | —           | —           | —     | —     | 100   | 22    |
| Lille              | 2019–20      | Ligue 1                | 18     | 1      | 1    | 0     | 6           | 0           | 0     | 0     | 25    | 1     |
| Lille              | 2020–21      | Ligue 1                | 32     | 7      | 2    | 0     | 8           | 7           | —     | —     | 42    | 14    |
| Lille              | 2021–22      | Ligue 1                | 15     | 1      | 2    | 0     | 4           | 0           | 1     | 0     | 22    | 1     |
| Lille              | 2022–23      | Ligue 1                | 4      | 1      | 0    | 0     | —           | —           | —     | —     | 4     | 1     |
| Lille              | 2023–24      | Ligue 1                | 23     | 4      | 3    | 2     | 9           | 4           | —     | —     | 35    | 10    |
| Lille              | Total        | Total                  | 92     | 14     | 8    | 2     | 27          | 11          | 1     | 0     | 128   | 27    |
| CSKA Moscow (loan) | 2021–22      | Russian Premier League | 10     | 8      | 2    | 0     | —           | —           | —     | —     | 12    | 8     |
| Trabzonspor (loan) | 2022–23      | Süper Lig              | 13     | 3      | 1    | 2     | 7           | 0           | —     | —     | 21    | 5     |
| Career total       | Career total | Career total           | 201    | 45     | 24   | 6     | 33          | 12          | 1     | 0     | 260   | 62    |

1. ↑  Includes Turkish Cup, Coupe de France, Russian Cup
2. 1 2  Appearances in UEFA Champions League
3. ↑  Appearances in UEFA Europa League
4. ↑  Appearance in Trophée des Champions
5. ↑  Appearances in UEFA Europa Conference League
6. ↑  Four appearances in UEFA Europa League, three appearances in UEFA Europa Conference League

### Quốc tế
Tính đến ngày 22 tháng 3 năm 2024
| Đội tuyển quốc gia | Năm       | Trận | Bàn |
| ------------------ | --------- | ---- | --- |
| Thổ Nhĩ Kỳ         | 2017      | 4    | 0   |
| Thổ Nhĩ Kỳ         | 2018      | 6    | 0   |
| Thổ Nhĩ Kỳ         | 2019      | 9    | 1   |
| Thổ Nhĩ Kỳ         | 2020      | 8    | 0   |
| Thổ Nhĩ Kỳ         | 2021      | 11   | 1   |
| Thổ Nhĩ Kỳ         | 2022      | 1    | 0   |
| Thổ Nhĩ Kỳ         | 2023      | 2    | 1   |
| Thổ Nhĩ Kỳ         | 2024      | 1    | 0   |
| Tổng cộng          | Tổng cộng | 42   | 3   |

Bàn thắng và kết quả của Thổ Nhĩ Kỳ được để trước.
| # | Ngày                 | Địa điểm                               | Đối thủ    | Bàn thắng | Kết quả | Giải đấu                      |
| - | -------------------- | -------------------------------------- | ---------- | --------- | ------- | ----------------------------- |
| 1 | 10 tháng 9 năm 2019  | Sân vận động Zimbru, Chișinău, Moldova | Moldova    | 4–0       | 4–0     | Vòng loại UEFA Euro 2020      |
| 2 | 1 tháng 9 năm 2021   | Vodafone Park, Istanbul, Thổ Nhĩ Kỳ    | Montenegro | 2–0       | 2–2     | Vòng loại FIFA World Cup 2022 |
| 3 | 21 tháng 11 năm 2023 | Cardiff City Stadium, Cardiff, Wales   | Wales      | 1–1       | 1– 1    | Vòng loại UEFA Euro 2024      |